# Penstemon leptanthus
Penstemon leptanthus är en grobladsväxtart som beskrevs av Francis Whittier Pennell. Penstemon leptanthus ingår i släktet penstemoner, och familjen grobladsväxter. Inga underarter finns listade i Catalogue of Life.